# Marie Van Brittan Brown
 Marie Van Brittan Brown (* 30. Oktober 1922 in Jamaika, Queens, New York City, USA; † 2. Februar 1999 ebenda) war eine US-amerikanische Krankenschwester und Erfinderin. Sie war die Erfinderin des ersten Heimsicherheitssystems und ihr wird auch die Erfindung der ersten Closed Circuit Television zugeschrieben.

## Leben und Werk
Brown war die Tochter einer Mutter, die aus Pennsylvania stammte, und deren Vater in Massachusetts geboren war. Sie arbeitete als Krankenschwester und ihr Ehemann, der Elektroniker Albert Brown, war berufsbedingt viele Nächte unterwegs. Sie hatten zwei Kinder und wohnten in einer Gegend mit hoher Kriminalitätsrate.

## Entwurf eines Haussicherheitssystems

CCTV-Hinweis-Schild, „Sie stehen unter CCTV-Überwachung“

Brown entwarf mit ihrem Mann 1966 ein geschlossenes Sicherheitssystem, das Besucher per Kamera überwachte, die Bilder auf einen Fernsehmonitor projizierte und ein Panikknopf verständigte die Polizei. Brown und ihr Ehemann meldeten am 1. August 1966 unter dem Titel  Home Security System Utilizing Television Surveillance ein Patent an. Es war das erste Patent dieser Art und ihre Erfindung bestand aus Gucklöchern, einer Kamera, Monitoren, einem Zwei-Wege-Mikrofon und einem Alarmknopf.
Die Anwendung der Browns stützte sich auf die bestehende Closed-Circuit-TV-Technologie, die hauptsächlich in der militärischen Überwachung eingesetzt wurde. Ein deutscher Ingenieur, Walter Burch, hatte 1942 Kameraüberwachungssysteme entwickelt, um V-2-Raketentests aus sicherer Entfernung zu beobachten. Browns Sicherheitssystem brachte die Videoüberwachung damit in den Heimbereich.
Drei Jahre nach der Einreichung des Antrages erhielt Brown am 2. Dezember 1969 ein Patent für die Erfindung unter der US-Patentnummer 3.482.037. Ihre Erfindung wurde am 6. Dezember 1969 in der The New York Times gewürdigt und sie erhielt eine Auszeichnung des National Scientists Committee für ihre Arbeit.
Die Browns verfolgten keine kommerziellen Möglichkeiten, ihre Erfindung inspirierte jedoch viele Versionen von Heimsicherheitssystemen. Schließlich führten die Popularität und das Potenzial von Browns Anlage auch zu der weiter verbreiteten CCTV-Überwachung in öffentlichen Bereichen, auch bekannt als Big Brother. Laut einem Bericht von New Scientist waren 2016 weltweit 100 Millionen verdeckte Überwachungskameras in Betrieb.
Browns Erfindung legte den Grundstein für spätere Sicherheitssysteme, die sich Funktionen wie Videoüberwachung, ferngesteuerte Türschlösser, Alarmauslöser auf Knopfdruck, Instant Messaging an Sicherheitsanbieter und Polizei sowie Zwei-Wege-Sprachkommunikation zunutze machen. Das Patent der Browns wurde später von 32 nachfolgenden Patentanmeldungen zitiert.
Brown starb 1999 im Alter von 76 Jahren.